# Tysklands försvarsmakt
Tysklands försvarsmakt (tyska: Bundeswehr, uttal: [ˈbʊndəsˌveːɐ̯] ( lyssna), direktöversatt: förbundsvärnet), är försvarsmakten i Förbundsrepubliken Tyskland, som grundades 1955. Den består av Tysklands väpnade styrkor och civila organisationsområden. De väpnade styrkorna består av Heer (armén), Luftwaffe (flygvapnet) och Marine (marinen) samt de tre militära organisationsområdena Streitkräftebasis (basorganisationen), Zentraler Sanitätsdienst (centrala sjukvårdstjänsten) och Cyber- und Informationsraum (cyber- och informationsrymden). Förutom de väpnade styrkorna omfattar Bundeswehr också fem civila organisationsområden. Ausrüstung, Informationstechnik und Nutzung (utrustning, informationsteknik och användning), Infrastruktur, Umweltschutz und Dienstleistungen (infrastruktur, miljöskydd och tjänster) och Personal (personal). Som högsta myndighet står Tysklands försvarsministerium över Bundeswehr. 

## Historia

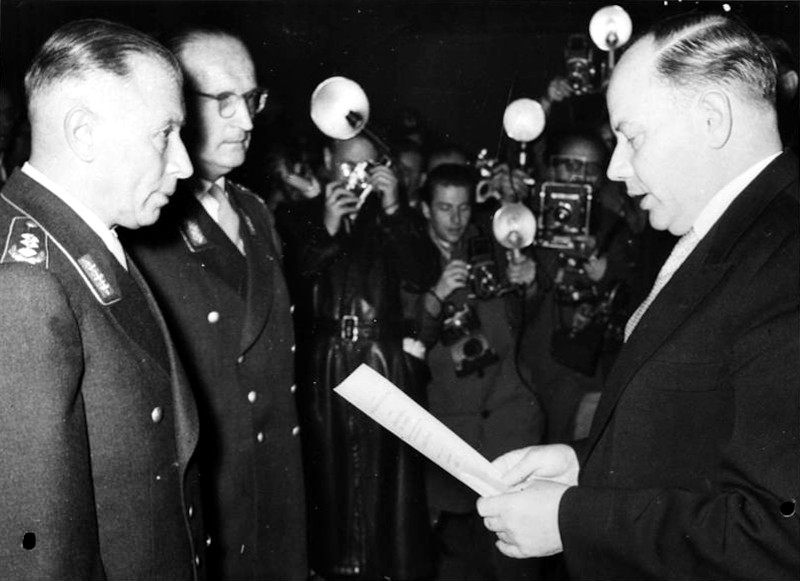
Adolf Heusinger och Hans Speidel tillsammans med Theodor Blank.

Skapandet av Bundeswehr var långt ifrån okontroversiellt efter andra världskriget och att Nazitysklands stridskrafter Wehrmacht hade avskaffats. Många tyskar protesterade mot att det på nytt skulle skapas en tysk försvarsmakt, många hade hoppats på Tyskland som en demilitariserad zon. Bundeswehr ser sig självt uttryckligen inte i Wehrmachts tradition utan har istället en egen tradition som demokratisk försvarsmakt. Dock har Bundeswehr många traditioner från Wehrmacht genom uniformerna och hjälmarna.. När Bundeswehr skapades kallades det för Neue Wehrmacht. En viktig del i denna är parollerna die innere Führung och Staatsbürger in Uniform.

### Amt Blank
Amt Blank, som senare blev försvarsministeriet, var starten för skapandet av Bundeswehr. Medlemmarna Hans Speidel och Adolf Heusinger i Amt Blank utsågs år 1950 till militära rådgivare till förbundskansler Konrad Adenauer. Adenauers åsikt var att en ny tysk armé var nödvändig för att skydda demokratin i väst. Han fick stöd av John J. McCloy som 6 juli 1950 deklarerade att västmakterna skulle se att anfall mot Västtyskland som ett angrepp mot dem. 
Ett viktigt steg togs när Konrad Adenauer fick godkänt av Natos överbefälhavare Dwight D. Eisenhower att tidigare Wehrmacht-officerare fick tjänstgöra i Västtyskland. Under de första åren hade officerarna ofta en bakgrund i Wehrmacht. År 1958 hade 12 900 av officerarna en bakgrund i Wehrmacht och 1960 hade 45,8 % av underofficerarna varit i Reichswehr eller Wehrmacht. År 1970 hade andelen sjunkit till 9,6 %.[källa behövs]

### Bundeswehr skapas

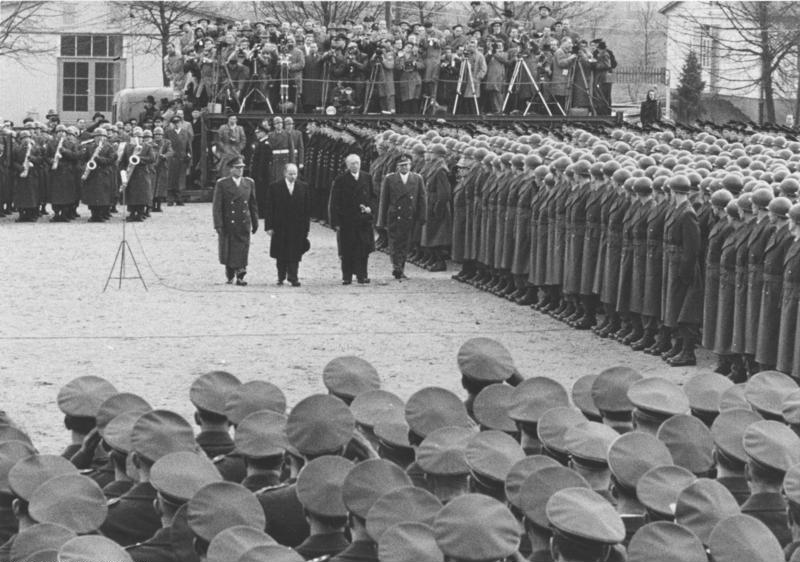
Konrad Adenauer besöker Bundeswehr.

Bundeswehr skapades 1955 då dåvarande Västtyskland återigen fick ha en egen försvarsmakt. Den 7 juni 1955 grundades försvarsförvaltningen och 12 november 1955 följde 101 frivilliga som svor in sig i Bundeswehr. Adolf Heusinger blev 1957 Bundeswehrs första generalinspektör. År 1957 kallades de första värnpliktiga in i Bundeswehr. Värnplikten sågs dels som ett sätt att få tillräcklig storlek på Bundeswehr men också ett sätt att knyta organisationen till folket, och inte som tidigare att en "stat i staten" skapades.
Det västtyska Nato-medlemskapet var huvudanledningen till att tyskar som tio år dessförinnan marscherat mot västmakterna, nu sågs som rumsrena, Bundeswehr fick genom Nato-medlemskapet samt de västallierades närvaro i Västtyskland en närhet till USA, Frankrike och Storbritannien. Man har idag bland annat ett gemensamt tysk-franskt förband. DDR svarade året därpå med att skapa sin egen armé Nationale Volksarmee (NVA). Redan 1950 hade DDR skapat en militärliknande organisation med sina kasernerade folkpolis. 
År 1962 hjälpte Bundeswehr till med katastrofhjälp i samband med stormfloden i Hamburg. Denna aktion hjälpte till att ge Bundeswehr en bättre folklig förankring. År 1973 startades Bundeswehrs universitet i Hamburg, sedan 2003 med namnet Helmut-Schmidt-Universität för utbildning av officerare.

### Återföreningen 1990

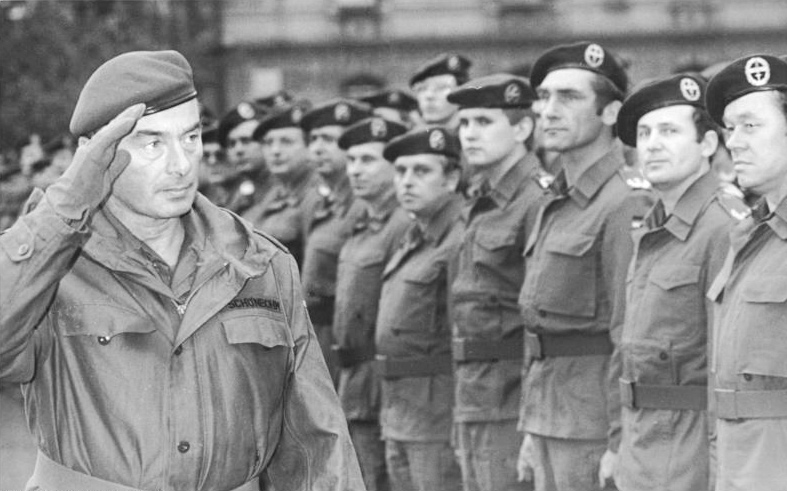
Jörg Schönbohm.

I samband med Tysklands återförening kom material och 20 000 militärer ur det tidigare Nationale Volksarmee att bli en del av Bundeswehr. I april 1990 kom den västtyska försvarsministern Gerhard Stoltenberg och Östtysklands avrustnings- och försvarsminister Rainer Eppelmann överens om det återförenade Tysklands fortsatta tillhörighet i Nato. I juli 1990 stod det klart att Bundeswehrs styrkor skulle reduceras och maximalt uppgå till 370 000 man efter en överenskommelse mellan Helmut Kohl och Gorbatjov. Jörg Schönbohm blev befälhavare över Bundeswehrkommando Ost som efterträdde NVA i forna Östtyskland. Den 3 oktober 1990 upplöstes Nationale Volksarmee. En stor mängd tidigare NVA-anställda sparkades, inte minst högre officerare. Materiel såldes eller skänktes bort, bland annat till Sverige, Turkiet och Indonesien.

### Bundeswehrreform
Tyskland har under senare år minskat Bundeswehrs storlek. Precis som i Sverige gör färre värnplikten i Tyskland idag. Försvarsministern Karl-Theodor zu Guttenberg (CSU) meddelade 2010 att han ville ta bort värnplikten och införa frivillig tjänstgöring. Samtidigt ville han minska Bundeswehrs storlek till att omfatta 163 500 soldater.

I och med det försämrade säkerhetsläget i Europa så lägger Tyskland åter mer pengar på sin försvarsmakt.

## Uppgifter
Enligt artikel 87a första stycket första meningen i grundlagen, har Förbundsrepubliken Tyskland till uppgift att inrätta en försvarsmakt ("Der Bund stellt Streitkräfte zur Verteidigung auf"). Försvaret är i första hand inriktat på att avvärja ett omedelbart angrepp mot Förbundsrepubliken Tyskland och dess partner i Nato. Dessutom har uppdraget fått fler aspekter. Utmaningar som cyberhot och internationell terrorism har alltmer kommit i fokus.

## Internationella samarbeten och insatser

### Internationella samarbeten

#### Nato
Tyskland anslöt sig till Nato den 6 maj 1955. Dess väpnade styrkor var fast integrerade i Natos struktur under öst-västkonflikten. Efter 1990 försvann denna fasta koppling mellan delar av de nationella väpnade styrkorna i de allierade länderna och vissa delar av Natos kommandostruktur. De tyska styrkorna är dock fortfarande integrerade i Natos styrkeplanering. Som ett bidrag till Nato Response Force (NRF) håller Bundeswehr upp till 5 000 soldater i hög beredskap hela tiden.

#### Europeiska unionen
Med utvecklingen av den gemensamma säkerhets- och försvarspolitiken (GSFP) har EU fått en egen militär handlingsförmåga. Enligt målsättningen Headline Goal från 1999 skulle medlemsstaterna hålla 60 000 soldater redo för en europeisk interventionsstyrka som skulle kunna sättas in inom 60 dagar under ett år. Tyskland är beredd till att ställa soldater till förfogande för detta ändamål. Inom ramen för det justerade huvudmålet 2010 deltar Bundeswehr i EU:s stridsgrupper med olika styrkeinsatser.

#### Förenta nationerna
För att kunna kalla in trupper så snabbt som möjligt vid behov har Förenta nationerna (FN) ingått så kallade standby-avtal med olika stater. År 1999 gick Tyskland med på att ställa soldater till förfogande för FN.

### Internationella insatser

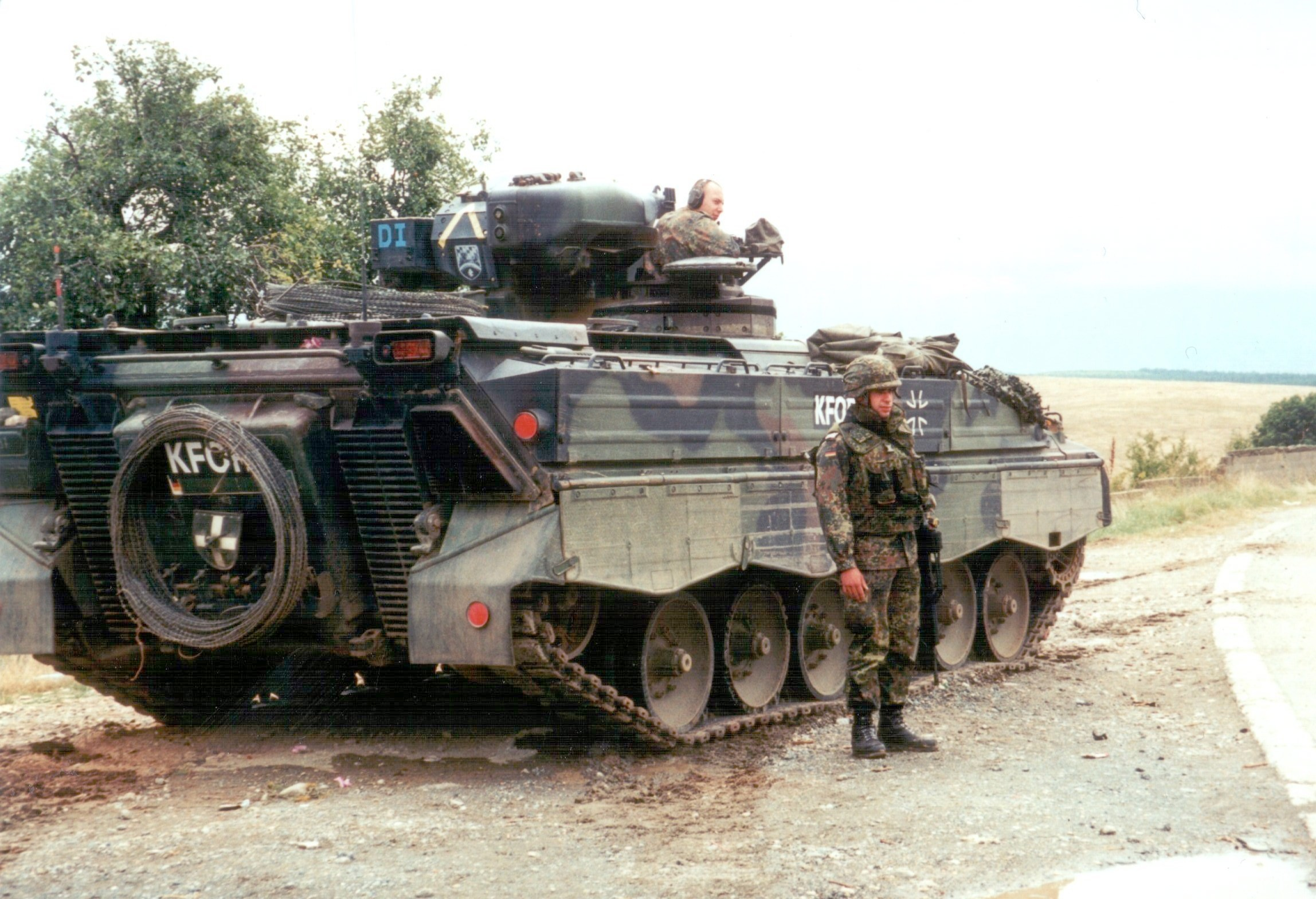
German_KFOR_armoured_vehicle,_1999

Totalt är 1 618 soldater direkt utplacerade på insatser utomlands. I dessa insatser deltar även reservister och frivilligt tjänstgörande. Sedan Bundeswehr har deltagit i utlandsinsatser har 116 tyska soldater omkommit i dessa. Den högsta dödssiffran hittills är i Afghanistan, där 59 tyska soldater har mist livet. Sammanlagt har 49 stupat i Bosnien-Hercegovina och Kosovo.
| Insats                               | Region                  | Styrka |
| ------------------------------------ | ----------------------- | ------ |
| MINUSMA                              | Mali                    | 954    |
| Counter Daesh/Capacity Building Iraq | Syrien/ Irak            | 286    |
| Sea Guardian                         | Medelhavet              | 179    |
| UNIFIL                               | Libanon                 | 70     |
| KFOR                                 | Kosovo                  | 68     |
| Eufor Althea                         | Bosnien och Hercegovina | 28     |
| EUNAVFOR MED Irini                   | Medelhavet              | 16     |
| UNMISS                               | Sydsudan                | 14     |
| MINURSO                              | Västsahara              | 3      |

#### Kosovo
Den 10 juni 1999 godkände FN:s säkerhetsråd resolution 1244 som reglerade placeringen av Natos säkerhetsstyrka Kosovo Force (KFOR). KFOR skulle inledningsvis övervaka tillbakadragandet av jugoslaviska trupper och demilitariseringen av Kosovo.

#### Jordanien och Irak
Bundeswehr har deltagit i den internationella Operation Inherent Resolve (OIR) sedan 2015 för att hjälpa till att stabilisera regionen. Kampen stöds av en koalition av mer än 77 länder. Syftet med operationen är att förhindra att Islamiska staten (IS) kommer tillbaka och främja försoning mellan Irak och Syrien, men också att hjälpa till att utbilda irakiska väpnade styrkor. Mandatförlängningen av den 21 oktober 2022 för uppdraget Counter Daesh i Jordanien och uppdraget Capacity Building Iraq innebär att uppdraget fortsätter till och med den 31 oktober 2023.

#### Medelhavet
Operation Sea Guardian är en sjösäkerhetsoperation av Nato i Medelhavet. Den beslutades av Natos medlemsstater vid toppmötet i Warszawa i juli 2016. Dess uppgifter omfattar övervakning av havsområdet och bekämpning av terrorism. Uppdraget är efterföljaren till Natos Operation Active Endeavor. Det nuvarande mandatet gäller till och med den 31 mars 2023 och antogs av förbundsdagen den 18 mars 2022.
Bundeswehr deltar sedan den 7 maj 2020 i Mission European Union Naval Forces Mediterranean Irini (EUNAVFOR Med Irni) i centrala Medelhavet. Irini:s huvuduppgift är att genomföra FN:s vapenembargo med hjälp av flygplan, satelliter och fartyg. Detta innebär bland annat att upptäcka, stoppa och genomsöka fartyg som misstänks smuggla vapen till Libyen. Enligt förbundsdagens nuvarande resolution kan upp till 300 soldater sättas in framt till den 30 april 2023.

#### Mali
EU beslutade att inleda utbildningsuppdraget European Union Training Mission in Mali (EUTM) den 18 februari 2013. Detta skedde på begäran av Malis regering och på basen av FN:s resolutioner. Det nuvarande mandatet gäller till den 31 maj 2023 och antogs av förbundsdagen den 20 maj 2022. Sedan oktober 2022 har den tyska andelen i uppdraget minskat till en minimal närvaro och majoriteten av soldaterna har återkallats. Anledningen till beslutet är oenigheter med den maliska regeringen och de maliska soldaternas samarbete med ryska styrkor.
Det tyska deltagandet i United Nations Multidimensional Integrated Stabilization Mission in Mali (MINUSMA) kompletterar det tyska engagemanget i det EU-ledda utbildningsuppdraget EUTM. Det nuvarande mandatet gäller till och med den 31 maj 2023 och antogs av förbundsdagen den 20 maj 2022. Tillbakadragandet från Mali inleds sommaren 2023.

#### Libanon
Sedan 1978 har fredsbevarande styrkor från United Nations Interim Force in Lebanon (UNIFIL) arbetat för fred mellan Libanon och Israel. Detta gör uppdraget till ett av FN:s äldsta fredsbevarande uppdrag. Sedan januari 2021 leds UNIFIL av en tysk amiral. De tyska soldaterna är utplacerade i Libanons utbildningskommando, ombord på en korvett i flottan, vid UNIFIL:s högkvarter i Naqoura och i stödgruppen på Cypern. Sedan sjöfartsoperationen inleddes har Bundeswehr kontinuerligt tillhandahållit fartyg och personal. Libanon fick en rad av radarstationer och en kontrollcentral från Tyskland, som placerades utmed kusten fram till 2013 och vars operatörer utbildades av tyska marinsoldater. Det nuvarande mandatet gäller till den 30 juni 2023.

#### Sydsudan
Efter att Sydsudan blev självständigt ville dess regering ha ett uppföljningsuppdrag för United Nations Mission in South Sudan (UNMISS). Den tyska förbundsdagen godkände 2011 Tysklands deltagande i FN:s uppdrag i Sydsudan. Bundeswehr deltar här i första hand med enskild personal i FN:s staber och högkvarter och sänder experter för att utföra sambands-, rådgivnings-, observations- och stöduppgifter. Det nuvarande mandatet gäller till och med den 31 mars 2023 och antogs av den tyska förbundsdagen den 18 mars 2022.

#### Västsahara
FN:s uppdrag för att förbereda en folkomröstning om Västsaharas status, FN:s mission för arrangerandet av en folkomröstning i Västsahara (MINURSO), övervakar vapenvilan mellan Marocko och Front Polisario - en militär och politisk organisation i Västsahara. Bundeswehr har deltagit i uppdraget sedan 2013 med upp till fyra militära observatörer.

#### Bosnien och Hercegovina
Sedan den 16 augusti 2022 deltar Bundeswehr i EU-uppdraget Eufor Althea i Bosnien och Hercegovina. Bundeswehrs uppdrag är att stödja upprätthållandet av en säker miljö och genomförandet av Daytonavtalet. Det nuvarande mandatet gäller till och med den 30 juni 2023.

## Framtiden
Efter återföreningen krympte Tysklands försvarsbudget under många år. Detta ledde till att moderniseringen av Bundeswehr och vidareutvecklingen av dess utrustning avstannade. Samtidigt har säkerhetsutmaningarna ökat. Som ett resultat av detta har utgifterna ökat igen sedan 2015.
Som en del av moderniseringen av Bundeswehr ska mer än 10 000 nya militära och civila arbetsplatser skapas fram till 2023.
Som ett svar på Rysslands invasion av Ukraina röstades förbundskansler Olaf Scholzs försvarsfond på 100 miljarder euro igenom. Den största delen, 33,4 miljarder euro av budgeten ska till flygvapnet. Pengarna ska investeras i utveckling och köp av Eurofighter ECR, F-35A och CH-47 Chinook och beväpningen av drönaren Heron TP. Armén investeras det 16,6 miljarder euro i. Med dessa pengar ska efterföljare för Marder, Bandvagn 206 och Fuchs, samt den nya stridsvagnen Main Ground Combat System finansieras. Marinen får 8,8 miljarder euro för utveckling och köp av Future Naval Strike Missile och Interactive Defence and Attack System for Submarines. De resterande pengarna investeras i övrig utrustning, digitalisering, forskning och utveckling.

## Organisation

### Organisationsområden

Strukturen av Bundeswehr

#### Militära organisationsområden
- Streitkräfte
  - Teilstreitkräfte
    - Heer
    - Luftwaffe
    - Marine

  - Streitkräftebasis
  - Cyber- und Informationsraum
  - Zentraler Sanitätsdienst

#### Civila organisationsområden
- Bundeswehrverwaltung
  - Personal
    - Bundesamt für das Personalmanagement der Bundeswehr
    - Bildungszentrum der Bundeswehr
    - Hochschule des Bundes – Fachbereich Bundeswehrverwaltung
    - Bundessprachenamt
    - Universitäten der Bundeswehr

  - Ausrüstung, Informationstechnik und Nutzung
    - Bundesamt für Ausrüstung, Informationstechnik und Nutzung der Bundeswehr

  - Infrastruktur, Umweltschutz und Dienstleistungen
    - Bundesamt für Infrastruktur, Umweltschutz und Dienstleistungen der Bundeswehr
- Militärseelsorge
- Rechtspflege der Bundeswehr

### Personal

#### Civil personal
Civilanställda är placerade inom olika ansvarsområden - även inom de väpnade styrkorna - och stödjer Bundeswehr främst i administrativa uppgifter. Totalt har Bundeswehr 80 600 civilanställda, av dessa är 31 200 kvinnor.

#### Militär personal
Totalt finns 183 300 militär personal i Bundeswehr. Stordelen av styrkorna arbetar i de tre försvarsgrenarna Heer, Luftwaffe och Marine. Den största därav är armén. 115 000 av de tjänstgörande jobbar för Bundeswehr på bestämd tid, medan 56 800 är kontinuerligt tjänstgörande. Sedan Tyskland avskaffade värnplikten 2011 erbjuds frivillig militärtjänst. Totalt är det 8 800 som frivilligt tjänstgör. Förutom dessa styrkor förfogar Bundeswehr över en reserv på mer än 930 000.
| Område            | Antal | Kvinnlig andel |
| ----------------- | ----- | -------------- |
| Heer              | 61645 | 4656           |
| Luftwaffe         | 26857 | 2555           |
| Streitkräftebasis | 22534 | 2546           |
| Sanitätsdienst    | 19773 | 8176           |
| Marine            | 15545 | 1696           |
| CIR               | 13984 | 1409           |
| Personal          | 7840  |                |
| AIN               | 1838  |                |
| BMVg              | 1135  |                |
| IUD               | 967   |                |

## Utrustning

### Vapensystem
| Vapensystem            | Beteckning                 |
| Eldvapen               | Eldvapen                   |
| ---------------------- | -------------------------- |
| HK69                   | Granatpistole 40 mm        |
| Maschinengewehr MG3    |                            |
| Maschinenpistole MP7A1 |                            |
| Pistole P8             |                            |
| AWM-F                  | Gewehr G22A2               |
| RS9                    | Gewehr G29                 |
| Pistole P30            |                            |
| HK417                  | Gewehr G27                 |
| MR308                  | Gewehr G28                 |
| M82                    | Gewehr G82                 |
| Maschinengewehr MG4    |                            |
| Sprängvapen            |                            |
| Panzerfaust 3          |                            |
| Spike LR               | Panzerabwehrsystem MELLS   |
| M120                   | Mörser 120 mm              |
| Matador                | Wirkmittel 90              |
| GMG                    | Granatmaschinenwaffe 40 mm |
| MILAN                  | Panzerabwehrwaffe MILAN    |